# 背びれ

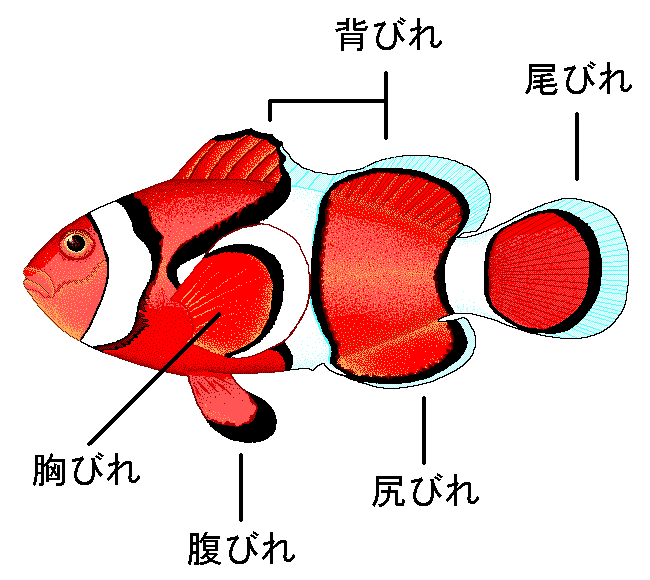
カクレクマノミのひれ

背びれ（せびれ、背鰭）は魚、クジラ、イルカなどの水生動物の背側に付いているひれである。
背びれの主な機能は、回転を防止して水中での運動を安定させることと、急激な方向転換の際の手助けをすることである。中には敵から自分の身を守るために、鋭利なとげ状の背びれや、毒を持った背びれを発達させた種類もいる。多くのナマズは背びれを伸ばして、捕食者の気をそぐのに用いる。
背びれの形や大きさはさまざまである。

## 魚の背びれ
一般の魚類の背びれは、鰭条に支えられた膜状の構造である。その基部は、神経間棘によって支えられている。多くの魚の背びれは1枚ないし2枚である。サケマス類やナマズ類、カラシン類には通常の背びれの後方、尾側に鰭条をもたないひれがあり、このひれを脂びれ（あぶらびれ）と呼ぶ。
脂びれがなく背びれが1枚だけの種類や、2つの背びれを持つ種類、尾びれと繋がった長い背びれを持つ種類や、背びれを持たない種類など分類群によっていろいろある。
速く泳ぐ魚の場合、全身や尾びれがよく使われ、背びれは方向制御や姿勢の安定等の働きを担うが、ゆっくりと泳ぐ魚の場合、背びれを動かすことで推進力をある程度得る場合もある。特に、フグ、カワハギ、タツノオトシゴなどは、背びれと胸びれを波打たせるように使い、これによって推進力を得ている。
このほか、配偶行動として体を広げ、色や模様を示す行動を取るものでは、背びれは重要な役割を担っていることが多い。そのような魚類では、雄の背びれが大きく発達し、特有の模様を持っていることが多い。
このほか、極めて特殊なものとしては、アンコウ類の背びれが捕食のためのおとりとなっている例がある。

## クジラやイルカの背びれ

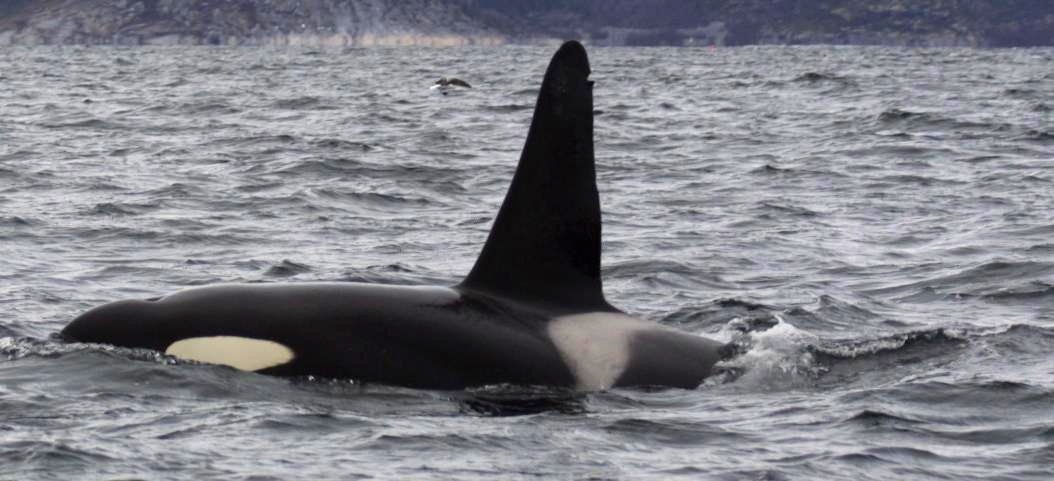
シャチの背びれ

雄のシャチは体長（8-9m）に対して非常に長い1.8mもの背びれを有する。飼育下にある多くのシャチ（30-100%）の背びれは損傷してしまうことが知られているが、これはおそらく運動不足によって筋肉が衰えるからだろうと考えられている（野生のシャチの場合はわずか1%に背びれの損傷が見られるにすぎない）。
他の多くのクジラやイルカの背びれは比較的小さい。例えばホッキョククジラには背びれがないが、これは北極海という氷の海を泳ぐのに適応したためだろうと考えられている。
クジラやイルカの背びれには個体によって異なる模様や傷がある。野生動物観察学者はそれを用いて個体識別を行う。